# Streptoperas
Streptoperas là một chi bướm đêm thuộc phân họ Drepaninae.